# Kevermes
Kevermes là một làng thuộc hạt Békés, Hungary. Làng này có diện tích 43,34 km², dân số năm 2010 là 2081 người, mật độ 48 người/km².